# 李耀庭公館
李耀庭公館位於重慶市渝中區郵局巷40號，文物遺址年代為清末，2009年12月15日列為第二批重慶市文物保護單位。